# 王武 (画家)
王武（1632年—1690年），字勤中，號雪顛道人、忘庵，清朝畫家和詩人。
王武出生在江蘇吳郡（今江蘇省蘇州市）。他是明朝畫家王鏊的六世孫，以諸生入太學，不屑意舉子業。性樂易，不設城府，也不趨謁權貴。王武擅長畫花鳥畫，精於鑒賞，家中先人收藏了許多作品，他也愛好收藏，有許多宋、元、明諸大家的名跡。
與當時的畫家不同的是，王武不師從於任何人，通過臨摹自學得法，其所寫花、鳥、動、植，生趣逾陳淳、陸治。

## 腳註
1. ↑  .   [2008-07-17]. （原始内容存档于2008-09-08）.
2. ↑  Barnhart: Page 171.
3. ↑  .   [2016-11-06]. （原始内容存档于2016-09-10）.